# Maart 2006
Dit artikel geeft een chronologisch overzicht van alle belangrijke gebeurtenissen per dag in de maand maart van het jaar 2006.

## Gebeurtenissen

### 1 maart
- Sneeuwval veroorzaakt in grote delen van Nederland lange files. Op de A28 tussen Amersfoort en Assen in beide richtingen ongeveer 47 kilometer.
- De Kosovaarse Taida Pasić gaat in hoger beroep tegen het besluit van minister Verdonk om haar toch uit te zetten.

### 4 maart
- De Verenigde Staten geven na vier jaar de namen vrij van honderden gevangenen die vastgehouden worden op Guantánamo Bay.
- Volgens VVD-Kamerlid Ayaan Hirsi Ali ontkent minister Verdonk dat zij besloten zou hebben homoseksuele asielzoekers terug te sturen naar Iran.

### 5 maart
- Op het strand bij Nieuwpoort (België) is een dode bultrug aangespoeld.
- De film Crash wint de Oscar voor de beste film.

### 6 maart
- In Amsterdam begint het proces tegen voormalige voorlieden van Ahold, waaronder oud-voorzitter Cees van der Hoeven. Zij worden verdacht van fraude, oplichting en valsheid in geschrifte in het boekhoudschandaal uit 2003.

### 7 maart
- In de Nederlandse gemeenteraadsverkiezingen 2006 hebben de regeringspartijen CDA, VVD en D66 grote verliezen geleden, de PvdA en de SP zijn de grote winnaars van de verkiezingen.

### 8 maart
- Jozias van Aartsen maakt na de verkiezingsnederlaag van de VVD zijn aftreden als fractievoorzitter bekend. Willibrord van Beek is zijn tijdelijke opvolger.

### 9 maart
- Mark Rutte, de huidige staatssecretaris hoger onderwijs op het ministerie van Onderwijs, Cultuur en Wetenschap maakt zijn kandidatuur voor het lijsttrekkerschap van de VVD bekend.
- De Amerikaanse overheid kondigt de sluiting van de Abu Ghraib-gevangenis aan.
- De Amerikaanse ruimtesonde Cassini vindt aanwijzingen voor de aanwezigheid van water op de maan Enceladus van Saturnus.

### 10 maart
- Vandaag doet de rechter uitspraak in de zaak tegen de Hofstadgroep. Door het OM zijn tegen de terreurverdachten straffen geëist van vijftien maanden tot twintig jaar.
- De Raad van State oordeelt dat Minister Verdonk rechtmatig heeft gehandeld in de staandehouding en vreemdelingenbewaring van Taida Pasić.

### 11 maart
- Slobodan Milošević overlijdt in de gevangenis van Scheveningen in Den Haag.

### 12 maart
- De Utrechtboog wordt in gebruik genomen.

### 13 maart
- Een dubbeldekstrein onderweg van Utrecht naar Zwolle wordt ontruimd bij de IJsselbrug in Zwolle nadat er brand was uitgebroken.

### 15 maart
- Zes mannen liggen in zeer ernstige toestand in een Londens ziekenhuis na het testen van een nieuw medicijn tegen o.a. leukemie.
- Na weken waarin demonstraties tegen de Thaise minister-president Thaksin Shinawatra niet op de televisie getoond mochten worden, tonen alle staatszenders de demonstraties live.

### 17 maart
- In oostelijk Afrika (Kenia, Ethiopië, Somalië en omgeving) heerst al tijden een grote droogte die binnenkort kan leiden tot een massale hongersnood.
- PvdA-leider Wouter Bos maakt zich zorgen over de nieuwe allochtone raadsleden van zijn partij. Vooral van partijgenoten die met voorkeurstemmen zijn gekozen van een niet-verkiesbare plaats verwacht Bos problemen.

### 19 maart
- De 'laatste dictator van Europa' Aleksandr Loekasjenko wordt herkozen tot president van Wit-Rusland met 82,6 % van de stemmen. Na demonstraties van de oppositie op het Oktoberplein in Minsk is onder andere oppositieleider Aljaksandr Kazoelin gearresteerd. De Europese Unie en de VS hebben vrijlating van hem en de andere betogers geëist.
- Sven Kramer rijdt bij de WK schaatsen in Calgary een wereldrecord op de 10 000 meter in een tijd van 12:51,60.

### 20 maart
- In het Belgische Meeuwen-Gruitrode is afgelopen weekend een lammetje met zes poten geboren.

### 21 maart
- In een supermarkt in Zaandam zijn vele klanten gedupeerd door pinpasfraude met behulp van “skimmen”.

### 22 maart
- De PvdA wil dat hoogopgeleide vrouwen die niet werken een deel van hun studiekosten aan de staat terugbetalen.
- Taida Pasić mag vwo-eindexamen doen in Sarajevo.
- De ETA kondigt een permanent staakt-het-vuren af.
- Rijkswaterstaat kapt een deel van de begroeiing langs de A28, omdat men hoopt zo overlast van homo's op rustplaatsen te voorkomen.

### 23 maart
- Guus Hiddink, trainer van de voetbalclub PSV, vertrekt na dit voetbalseizoen.
- Een Nederlandse fabrikant van negerzoenen verandert daarin het woord 'neger' in die van zijn eigen fabrikantsnaam om daarmee vermeend racisme ongedaan te maken.

### 24 maart
- De permanente wapenstilstand die de Baskische terreurbeweging ETA heeft afgekondigd is ingegaan.

### 25 maart
- DaimlerChrysler laat weten af te willen van de Smart ForFour, die door NedCar in Nederland wordt geproduceerd.

### 26 maart
- Bij de parlementsverkiezingen in Oekraïne is de pro-Russische partij van Janoekovytsj de winnaar. De prowesterse partijen behouden wel hun meerderheid, al verliest de partij van president Joesjtsjenko veel.

### 27 maart
- De Afghaan Abdul Rahman die zich bekeerde tot het christendom en daardoor de doodstraf riskeerde, is tijdelijk vrijgelaten na zware druk uit het Westen.

### 28 maart
- De opkomst bij de Israëlische parlementsverkiezingen bedraagt 63,2% en is daarmee de laagste uit de Israëlische geschiedenis. Verrassend is het vrij grote aantal stemmen dat een paar (betrekkelijk) nieuwe partijen behaalden.

### 29 maart
- In Nederland en België is rond half één een beperkte zonsverduistering te zien. Een totale zonsverduistering is te zien in bepaalde delen van Brazilië tot Nigeria, Libië, Turkije en Kazachstan.

### 30 maart
- De Belgische Kamer van volksvertegenwoordigers heeft een wetsontwerp goedgekeurd dat het uitgangspunt hanteert dat een kind recht heeft op een gelijkwaardig verblijf bij moeder en vader.
- De zware cycloon Glenda uit de categorie 4 op de schaal van Saffir en Simpson nadert de westkust van Australië. Olie- en gasvelden zijn gesloten.
- Het IMF is zeer te spreken over het Nederlandse begrotingsbeleid. Dat blijkt uit een IMF-rapport dat minister Zalm van Financiën vandaag naar de Tweede Kamer heeft gestuurd.
- Per dag zijn er 50 000 werknemers minder ziek, omdat werkgevers en personeel samen veel meer doen om verzuim tegen te gaan. Dat concludeert minister De Geus van Sociale Zaken op basis van onderzoek naar de werking van de Wet Verbetering Poortwachter.

### 31 maart
- De Iraanse provincie Lorestan wordt getroffen door een aardbeving met een kracht van 6,0 op de schaal van Richter.

<< · januari · februari · maart · april · mei · juni · juli · augustus · september · oktober · november · december · >>